# Rawat Kot
Rawat Kot (nep. रावतकोट) – gaun wikas samiti w zachodniej części Nepalu w strefie Bheri w dystrykcie Dailekh. Według nepalskiego spisu powszechnego z 2011 roku liczył on 1045 gospodarstw domowych i 5243 mieszkańców (2745 kobiet i 2498 mężczyzn).